# Tillandsia 'Small Mexican'
Tillandsia 'Small Mexican' es un cultivar híbrido del género Tillandsia perteneciente a la familia Bromeliaceae.
Es un híbrido creado con las especies Tillandsia ionantha × desconocido.